# Shameka Christon
Shameka Delynn Christon (Hot Springs, 15 febbraio 1982) è un'ex cestista statunitense, professionista nella WNBA.

## Carriera
È stata selezionata dalle New York Liberty al primo giro del Draft WNBA 2004 (5ª scelta assoluta).